# Gare de Marle-sur-Serre
Ne doit pas être confondu avec Gare de Marles-en-Brie ou Gare de Vis-à-Marles.
La gare de Marle-sur-Serre est une gare ferroviaire française de la ligne de La Plaine à Hirson et Anor (frontière), située sur le territoire de la commune de Marle, dans le département de l'Aisne, en région Hauts-de-France.
C'est une gare de la Société nationale des chemins de fer français (SNCF), desservie par des trains TER Hauts-de-France.

## Situation ferroviaire
Établie à 78 m d'altitude, la gare de Marle-sur-Serre est située au point kilométrique (PK) 164,043 de la ligne de La Plaine à Hirson et Anor (frontière), entre les gares ouvertes de Voyenne et de Vervins. 
C'est une ancienne gare de bifurcation, origine de la ligne de Marle à Montcornet (fermée).
Elle est équipée de deux quais, le quai « 1 », pour la voie « Unique », et le quai « E », pour la voie d'« Évitement », qui disposent chacun d'une longueur utile de 100 m.

## Fréquentation
De 2015 à 2021, selon les estimations de la SNCF, la fréquentation annuelle de la gare s'élève aux nombres indiqués dans le tableau ci-dessous.
| Année     | 2015   | 2016   | 2017   | 2018   | 2019   | 2020   | 2021   |
| --------- | ------ | ------ | ------ | ------ | ------ | ------ | ------ |
| Voyageurs | 56 228 | 53 784 | 53 603 | 49 286 | 51 637 | 44 179 | 48 857 |

## Service des voyageurs

### Accueil
La gare dispose d'un bâtiment voyageurs, avec guichet ouvert de 5 h 50 à 12 h 55 du lundi au vendredi et fermé le samedi, le dimanche et les jours de fête.

### Desserte
Marle-sur-Serre est desservie par des trains TER Hauts-de-France, qui effectuent des missions entre les gares de Laon et d'Hirson, ou d'Aulnoye-Aymeries.

### Intermodalité
Cinq abris pour vélos sont disponibles et un parking gratuit de 20 places y est aménagé.